# Мейер-Луц, Вильгельм
Вильгельм Мейер-Луц (нем. Wilhelm Meyer Lutz; 1829—1903) — английский композитор немецкого происхождения, дирижёр.

## Биография
Сын профессора музыки. Его брат был премьер-министром Баварии при короле Людвиге II Баварском. Первые уроки музыки получил у отца, затем обучался в Вюрцбургском университете.
В возрасте 19 лет эмигрировал из Баварии в Англию, где стал музыкантом-органистом в Соборе Святого Георгия (архиепархия Саутуарка). Вскоре стал театральным дирижёром.
Занимал должности капельмейстера и музыкального директора театра «Surrey» (1850—1855), затем Королевского театра в Лондоне, с 1869 — Gaiety-Theatre. В течение многих лет давал концерты в британской провинции, гастролировал с оперными труппами (Дж. Гризи). В течение следующих 25 лет создал серию популярных бурлесков.

## Творчество
Известен прежде всего как композитор-автор лёгкой музыки, ряда комедий, фарсов и бурлесков, популярных в конце XIX — начале XX веков. Вместе с тем приобрёл также известность как композитор церковный (мессы) и оперный (до 1887 г. — восемь опер); написал также множество камерных композиций.

## Избранные музыкальные сочинения
- The Charmed Harp (1852)
- Faust and Marguerite (1855)
- Blonde or Brunette (1862)
- Felix, or The Festival of the Roses (1865)
- Zaida, or, The Pearl of Granada (1868)
- The Miller of Milburg (1872)
- Legend of the Lys (1873)
- The Bohemian G-yurl and the Unapproachable Pole (1877)
- Robbing Roy (1879)
- The Forty Thieves (1880)
- Galatea, or Pygmalion Reversed (1883)
- Little Jack Sheppard (1885)
- Miss Esmeralda, or The Maid and the Monkey (1887)
- Frankenstein, or The Vampire’s Victim (1887)
- Faust up to Date (1888)
- Ruy Blas and the Blasé Roué (1889)
- Carmen up to Data (1890).(Музыкальный бурлеск на основе «Кармен» Бизе.
- Cinder Ellen up too Late (1893)
- A Model Trilby, or A Day or Two after du Maurier (комическая опера, 1895)

Умер от бронхита.